# Виктор Кордоние
Викто̀р Луѝ Емилиа̀н Кордониѐ (на френски: Victor Louis Émilien Cordonnier) е френски военен деец, дивизионен генерал (генерал-майор), участник в Първата световна война. Кордоние командва съглашенските войски в Битката при завоя на Черна по време на Битолското настъпление на Антантата през есента на 1916 година. Историкът на Първата световна война Джефри Блейни го нарича „един от най-добрите генерали на Франция“.

## Биография

### Ранна служба
Роден е на 23 март 1858 година в Суржи, департамент Ниевър, Бургундия. Завършва военното училище Сен Сир с випуск „Нови Базар“ (1877 – 1879) и в 1879 година постъпва на служба в пехотата като младши лейтенант. След осем години завършва Военното училище в Париж, след което редува щабна и строева служба, включително в Алпите и в Алжир. В 1905 година е назначен за преподавател във Военното училище, след като преди това е командир на кадетен батальон и директор на проучвания в Сен Сир. В преподавателския си период до 1910 година пише труда си „Японците в Манджурия“ (на френски: Les Japonais en Mandchourie), публикуван в 1911 година – изследване, което бързо получава слава на най-добрата работа върху Руско-японската война и е преведено на няколко езици, включително английски: The Japanese in Manchuria, Part I. 1912, Part II. 1914. В 1910 година, след като е произведен в полковник, Кордоние поема командването на пехотен полк. В 1913 година е произведен в бригаден генерал и назначен за командир на 87-а пехотна бригада, новосформирана след приемането на Закона за тригодишната военна служба на 7 август 1913 година.

### Западен фронт
След избухването на Първата световна война бригадата на Кордоние, като част от 4-та пехотна дивизия, участва успешно в Битката при Манжиен, едно от първите сражения на войната, на 10 август 1914 година и в последвалите тежки сражения на Четвърта армия в Ардените. Преди Битката при Марна е назначен за командир на 3-та пехотна дивизия и Кордоние води дивизията в това сражение и в последвалото настъпление към Сент-Мену и Аргонската гора. На 15 септември 1914 година е тежко ранен. През октомври поема отново командването, но само временно и се налага отново да се лекува. През декември 1914 година, вече произведен в дивизионен генерал и офицер на Почетния легион, Кордоние води дивизията си в тежките окопни боеве в Аргонската гора. През януари 1915 година е начело на група дивизии в Елзас. От май 1915 година командва Осми корпус в сектора на Сен-Миел.

### Солунски фронт
През юли 1916 година, след като е повишен в командир на Почетния легион, е назначен за командващ френския контингент на Солунския фронт под общото командване на генерал Морис Сарай. Кордоние командва лявото крило на съглашенските войски по време на Битолското настъпление през есента и се сражава при Острово, Лерин, Арменово и Кенали. След остър конфликт със Сарай, Кордоние е отзован във Франция, точно преди падането на Битоля в съглашенски ръце, за което той има важен принос.

### След войната
Във Франция Кордоние е изпратен в болница, където е опериран от рак. След края на войната се пенсионира и се отдава на исторически и военни изследвания. В 1921 година публикува изследване на действията на 87-а бригада под името „Една бригада в огъня. Военни клюки“ (на френски: Une Brigade au feu. Potins de guerre).
Виктор Кордоние умира на 17 ноември 1936 година в парижкото предградие Ньой сюр Сен.